# 예미 텔라
예미 텔라(Yemi Tella, 1951년 ~ 2007년 10월 21일)는 나이지리아의 축구 감독이다. 나이지리아가 영국령인 시절에 라고스에서 태어났으며, 축구 감독이 되기 전에는 국립 스포츠 연구소에서 강의를 하였다.
2007년 FIFA U-17 월드컵에서 나이지리아를 우승으로 이끌었으며, 그 해 아프리카 올해의 감독상을 수상한 뒤 대통령인 우마루 야르아두아로부터 훈장을 수여받았다.
예미 텔라 감독은 2007년 FIFA U-17 월드컵의 준비 과정으로 2007년 6월, 한국에서 열린 '17세 이하 8개국 초청 대회'를 참가했다. 이때 가슴통증으로 한국의 서울아산병원을 찾았다가, 폐암 말기 진단을 받았다.
폐암판정을 받으면서 고국행 비행기에 몸을 싣지도 못한 채 남아 한국에서 치료를 더 받다가 귀국했다. 2007년 8월에 열린, 청소년 월드컵 대회 기간에 맞춰 대표팀과 함께 다시 입국한 예미 텔라 감독은 놀라운 지도력으로 고국 나이지리아에 월드컵 우승을 선물했다
하지만 대회 기간 중에 이미 그는 폐암말기 상태였기 때문에, 대회 기간 종료 후, 두 달이 채 못된 시점에 폐암으로 사망했다.